# 加賀山卓朗
加賀山 卓朗（かがやま たくろう、1962年4月7日  - ）は、日本の翻訳家。日本推理作家協会会員。

## 人物・来歴
愛媛県出身。東京大学法学部卒業。通信会社勤務ののち、1997年より翻訳を手がける。英語の推理小説のほか、依田卓巳の名でノンフィクションを翻訳している。

## 翻訳

### 加賀山卓朗 名義
- 『ヒーロー・インタヴューズ』（パット・サマーオール、朝日新聞社） 1998
- 『奇跡を起こした11人 ワールドカップ伝説』（ジェフリー・ダグラス、朝日新聞社） 1998
- 『白雪姫、殺したのはあなた ワンス・アポン・ア・クライム』（エドワード・D・ホック / エド・ゴーマン / ダグ・アリン / ジャネット・ドーソン / ビル・クライダー / ジョーン・ヘス / マーティン・H・グリーンバーグ編、市川恵里、興津礼、門野集、白須清美共訳、原書房） 1999
- 『オメルタ 沈黙の掟』（マリオ・プーヅォ、早川書房） 2000
- 『葬儀屋の未亡人』（フィリップ・マーゴリン、早川書房） 2000　のちハヤカワ文庫
- 『野性の正義』（フィリップ・マーゴリン、早川書房） 2001
- 『キリング・タイム』（ケイレブ・カー、早川書房） 2002
- 『フランクリンを盗め』（フランク・フロスト、ハヤカワ・ミステリ文庫） 2002
- 『ザ・ファミリー』（マリオ・プーヅォ、ソニー・マガジンズ、ヴィレッジブックス） 2003
- 『文武両道、日本になし 世界の秀才アスリートと日本のど根性スポーツマン』（マーティ・キーナート、早川書房） 2003
- 『これが答えだ! 部下の潜在力を引き出す12の質問』（カート・コフマン / ゲイブリエル・ゴンザレス＝モリーナ、日本経済新聞社） 2003
- 『ローレンス・ブロックのベストセラー作家入門』（ローレンス・ブロック、田口俊樹共訳、原書房） 2003
- 『殺意に招かれた夜』（イーサン・ブラック、ソニー・マガジンズ、ヴィレッジブックス） 2003
- 『あなたのなかにあるセールスの才能 その見つけ方、活かし方、育て方』（ベンソン・スミス / トニー・ルティリアーノ、日本経済新聞社） 2004
- 『マンハッタン狩猟クラブ』（ジョン・ソール、文春文庫） 2004
- 『無頼の掟』（ジェイムズ・カルロス・ブレイク、文春文庫） 2005
- 『樽』（F・W・クロフツ、ハヤカワ・ミステリ文庫） 2005
- 『古き友からの伝言』（イーサン・ブラック、ソニー・マガジンズ、ヴィレッジブックス） 2005
- 『最高のリーダー、マネジャーがいつも考えているたったひとつのこと』（マーカス・バッキンガム、日本経済新聞社） 2006
- 『ゴッドファーザーリターンズ』（マーク・ワインガードナー、ソニー・マガジンズ） 2006
- 『剣の八』（ジョン・ディクスン・カー、ハヤカワ・ミステリ文庫） 2006
- 『荒ぶる血』（ジェイムズ・カルロス・ブレイク、文春文庫） 2006
- 『クロイドン発12時30分』（F・W・クロフツ、ハヤカワ・ミステリ文庫） 2006
- 『ヒューマン・ファクター 新訳版』（グレアム・グリーン、ハヤカワepi文庫） 2006
- 『リトビネンコ暗殺』（アレックス・ゴールドファーブ / マリーナ・リトビネンコ、早川書房） 2007
- 『凶弾』（トム・ギャベイ、二見文庫） 2007
- 『強盗こそ、われらが宿命』（チャック・ホーガン、ヴィレッジブックス） 2007
- 『最高の成果を生み出す6つのステップ 仕事で"強み"を発揮する法』（マーカス・バッキンガム、日本経済新聞出版社） 2008
- 『掠奪の群れ』（ジェイムズ・カルロス・ブレイク、文春文庫） 2008
- 『アトラスの使徒』（サム・ボーン、ヴィレッジブックス） 2008
- 『脱「でぶスモーカー」の仕事術 なぜ"わかっていてもできない"のか』（デービッド・メイスター、日本経済新聞出版社） 2009
- 『リーマン・ショック・コンフィデンシャル』（アンドリュー・ロス・ソーキン、早川書房） 2010年　のちハヤカワ文庫
- 『流刑の街』（チャック・ホーガン、ヴィレッジブックス） 2011
- 『火刑法廷　新訳版』（ジョン・ディクスン・カー、ハヤカワ・ミステリ文庫） 2011
- 『晩夏の犬 ローマ警察警視ブルーム』（コナー・フィッツジェラルド、ヴィレッジ・ブックス） 2012
- 『ディープゾーン』（ジェイムズ・M・テイバー、ハヤカワ文庫） 2013
- 『二都物語』（チャールズ・ディケンズ、新潮文庫） 2014
- 『三つの棺　新訳版』（ジョン・ディクスン・カー、ハヤカワ・ミステリ文庫） 2014
- 『ボーン・トゥ・ラン ブルース・スプリングスティーン自伝』（ブルース・スプリングスティーン、鈴木恵共訳、早川書房（上・下）） 2016
- 『レッド・ドラゴン　新訳版』上・下（トマス・ハリス、ハヤカワ文庫） 2015
- 『オリヴァー・ツイスト』（チャールズ・ディケンズ、新潮文庫） 2017
- 『生活の発見 場所と時代をめぐる驚くべき歴史の旅』（ローマン・クルツナリック、横山啓明共訳、フィルムアート社） 2018
- 『ジョン・ル・カレ伝』上・下（アダム・シズマン、鈴木和博共訳、早川書房） 2018
- 『モーリス』（E・M・フォースター、光文社古典新訳文庫） 2018
- 『月に去りし者』（ルー・バーニー、ハーパーコリンズ・ジャパン） 2019
- 『大いなる遺産』上・下（ディケンズ、新潮文庫） 2020
- 『頬に哀しみを刻め』(S・A・コスビー、ハーパーコリンズ・ジャパン)　2023

#### デニス・ルヘイン
- 『ミスティック・リバー』（デニス・ルヘイン、早川書房） 2001　のちハヤカワ・ミステリ文庫
- 『シャッター・アイランド』（デニス・ルヘイン、早川書房） 2003　のちハヤカワ・ミステリ文庫
- 『運命の日』（デニス・ルヘイン、早川書房） 2008　のちハヤカワ・ミステリ文庫（上・下）
- 『夜に生きる』（デニス・ルヘイン、早川書房） 2013　のちハヤカワ・ミステリ文庫（上・下）
- 『ザ・ドロップ』（デニス・ルヘイン、ハヤカワ・ポケット・ミステリ） 2015
- 『過ぎ去りし世界』（デニス・ルヘイン、ハヤカワ・ポケット・ミステリ） 2016　のちハヤカワ・ミステリ文庫
- 『あなたを愛してから』（デニス・ルヘイン、ハヤカワ・ポケット・ミステリー） 2018

#### ロバート・B・パーカー
- 『スクール・デイズ』（ロバート・B・パーカー、早川書房） 2006　のちハヤカワ・ミステリ文庫
- 『ドリームガール』（ロバート・B・パーカー、早川書房） 2007　のちハヤカワ・ミステリ文庫
- 『昔日』（ロバート・B・パーカー、早川書房） 2008　のちハヤカワ・ミステリ文庫
- 『プロフェッショナル』（ロバート・B・パーカー、ハヤカワ・ミステリ文庫） 2009
- 『灰色の嵐』（ロバート・B・パーカー、早川書房） 2009　のちハヤカワ・ミステリ文庫
- 『盗まれた貴婦人』（ロバート・B・パーカー、早川書房） 2010　のちハヤカワ・ミステリ文庫
- 『春嵐』（ロバート・B・パーカー、早川書房） 2011　のちハヤカワ・ミステリ文庫

#### ジョン・ル・カレ
- 『ナイロビの蜂』（ジョン・ル・カレ、集英社文庫） 2003
- 『サラマンダーは炎のなかに』（ジョン・ル・カレ、光文社文庫） 2008
- 『ミッション・ソング』（ジョン・ル・カレ、光文社文庫） 2011
- 『誰よりも狙われた男』（ジョン・ル・カレ、早川書房） 2013　のちハヤカワ文庫
- 『繊細な真実』（ジョン・ル・カレ、早川書房） 2014　のちハヤカワ文庫
- 『地下道の鳩 ジョン・ル・カレ回想録』（ジョン・ル・カレ、早川書房） 2017　のちハヤカワ文庫
- 『スパイたちの遺産』（ジョン・ル・カレ、早川書房） 2017年　のちハヤカワ文庫
- 『スパイはいまも謀略の地に』（ジョン・ル・カレ、早川書房） 2020

### 依田卓巳 名義
- 『1分間セルフ・リーダーシップ : 自らを成功へ導く3つの原則』（K・ブランチャード / S・ファウラー / L・ホーキンス、ダイヤモンド社） 2005
- 『バズ・マーケティング :クチコミで注目を確実に集める6つの秘訣』（マーク・ヒューズ、ダイヤモンド社） 2006
- 『ビル・ゲイツ、北京に立つ :天才科学者たちの最先端テクノロジー競争』（ロバート・ブーデリ / グレゴリー・T・フアン、日本経済新聞出版社） 2007
- 『ザ・ジャストインタイム 現地現物が最高の利益を生む』（フレディ・バレ / マイケル・バレ、松崎久純監訳・解説、ダイヤモンド社） 2007
- 『未来のリーダーへの手紙』（ラム・チャラン、エクスナレッジ） 2007
- 『ザ・コピーライティング 心の琴線にふれる言葉の法則』（ジョン・ケープルズ、神田昌典監訳、齋藤慎子共訳、ダイヤモンド社） 2008
- 『響き合うリーダーシップ』（マックス・デプリー、海と月社） 2009
- 『ワーク・モティベーション』（ゲイリー・レイサム、金井壽宏監訳、NTT出版） 2009
- 『すべては「売る」ために 利益を徹底追求するマーケティング』（セルジオ・ジーマン、海と月社） 2010
- 『火の賜物 ヒトは料理で進化した』（リチャード・ランガム、NTT出版） 2010
- 『会社で「ブランド人」になれ! 組織で生き残る10のルール』（デービッド・ダレッサンドロ、阪急コミュニケーションズ） 2010
- 『宗教を生みだす本能 進化論からみたヒトと信仰』（ニコラス・ウェイド、NTT出版） 2011
- 『垂直農場 明日の都市・環境・食料』（ディクソン・デポミエ、NTT出版） 2011
- 『HPウェイ』（デービッド・パッカード / デービッド・カービー / カレン・ルイス編、海と月社） 2011
- 『人を魅了する 一流の職業人であるための技術』（ガイ・カワサキ、海と月社） 2012
- 『インサイド・アップル』（アダム・ラシンスキー、早川書房） 2012
- 『「革命家」の仕事術』（ガイ・カワサキ、海と月社） 2012
- 『アップルVS.グーグル どちらが世界を支配するのか』（フレッド・ボーゲルスタイン、新潮社） 2013　のち文庫
- 『成功する練習の法則 最高の成果を引き出す42のルール』（ダグ・レモフ / エリカ・ウールウェイ / ケイティ・イェッツイ、日本経済新聞出版社） 2013　のち日経ビジネス人文庫
- 『マイクロソフトを辞めて、オフィスのない会社で働いてみた』（スコット・バークン、新潮社） 2015
- 『国際協調の先駆者たち 理想と現実の200年』（マーク・マゾワー、NTT出版） 2015
- 『アテンション 「注目」で人を動かす7つの新戦略』（ベン・パー、依田光江 / 茂木靖枝共訳、飛鳥新社） 2016
- 『使える脳の鍛え方：成功する学習の科学』（ピーター・ブラウン他、NTT出版） 2016
- 『チャヴ：弱者を敵視する社会』（オーウェン・ジョーンズ、海と月社） 2017
- 『エスタブリッシュメント　彼らはこうして富と権力を独占する』（オーウェン・ジョーンズ、海と月社） 2018
- 『善と悪のパラドックス ヒトの進化と〈自己家畜化〉の歴史』（リチャード・ランガム、NTT出版） 2020.10
- 『「ちがい」がある子とその親の物語』1 - 3（アンドリュー・ソロモン、戸田早紀 / 高橋佳奈子共訳、海と月社） 2020 - 2022
- 『ビリー・アイリッシュ』（ビリー・アイリッシュ、海と月社） 2021.7